# Tudománykommunikáció-elméletek

### Tudománykommunikáció korai megközelítései
Mint más tudományterületeknek, így a tudománykommunikáció területének is megvan a maga elméleti megalapozottsága. Több, mint ötven éven keresztül törekedtek újságírók, politikai döntéshozók, múzeumi kurátorok, tudósok és más a tudomány és a szélesebb közvélemény kapcsolatával foglalkozók a tudománykommunikáció fejlesztésére. A 19. század közepe óta az elsődleges probléma a tudományos gondolkodás és a tudományos munka támogatásának hiánya, mind szellemi, mind anyagi téren. A 70'-es évek közepén a National Science Board közreműködésével készült kérdőíves vizsgálattal megpróbálták felmérni az általános tudást és attitűdöket a tudománnyal és a technológiával kapcsolatban. A tudományos műveltséggel, a tudomány fejlődésével kapcsolatos ténykérdések nyomán végzett mérések azt mutatták, - az évtől és az értelmezéstől függően - hogy az amerikai nyilvánosság csupán 5%-a volt "tudománytudatos" és csak a megkérdezettek 20%-a volt érdeklődő és tájékozódó. 
1. ábra távolság érzékeltetése tudomány és közönség között (Rédey 2006.)

#### A két lépcsős reprezentáció modell és a klasszikus kanonikus elmélet
A két lépcsős reprezentációs modell és a klasszikus kanonikus elmélet a tudománykommunikáció-elmélet korai megközelítései, amelyek lineáris rajzos modellek. A modellek külön halmazábrán ábrázolják a tudomány képviselőit és a laikus közönséget – a klasszikus kanonikus megközelítésben a média önálló rendszerként is megjelenik, és lényegük, hogy a felfogások szerint a tudomány csoportjából a tudománykommunikációs szakértők közvetítik az információt a közönségnek. Az elmélet nem ábrázolja a visszacsatolást, azaz a közönség pusztán passzív befogadója az információnak.

#### Három dimenziós modell (mountain climbing analogy)
Egy másik megközelítésben, amelyet nem tekinthetünk hagyományos deficit elméletnek, Koballa, Kemp és Evans a tudományos oktatás kontextusában fogalmazták meg elképzelésüket a tudományos kultúra, a tudományos műveltség, a publikus tudományfelfogás, a tudományos kommunikáció és a közönség tudományos tudatossága kapcsolatáról, amelyet a hegymászás analógiájára építettek. Három tengely mentén értékelték a megközelítéseket. 
A horizontális tengely (y) jelöli a műveltségi területet, például fizika, kémia, matematika stb.. A vertikális tengely (z) jelöli a magasságot, vagyis azt mutatja, hogy az egyén mennyi ismerettel rendelkezik az egyes speciális tudományterületekről. Az (x) tengely megmutatja, hogy az adott tudományterület mekkora értéket jelent az egyén számára, azaz jelöli, hogy az egyén milyen mély ismereteket birtokol az adott tudományterületről. Ebből következik, hogy egyetlen tudományterület alapos ismeretéből feltételezzük, hogy az a terület fontos az egyénnek.
2. ábra. A hegymászás analógia. Egységes struktúra, amely összefüggéseiben ábrázolja a közösség tudományos tudatosságát, a publikus tudományfelfogást, a tudományos kultúrát, a tudományos műveltséget és a tudományos kommunikációt a tudomány és társadalom színterén (Burns, 2003. p. 193.)
Az elmélet 5 alapvetése:
A tudománykommunikáció nem minden esetben eredményez azonnali fejlődést a tudományos műveltségben.
A tudománykommunikáció nem csak a laikusok számára jelent hasznot, hanem éppúgy előnyös a tudományt gyakorlók, a közvetítők és további tudományos csoportok számára.
A tudománynak és technológiának számtalan aspektusa van jelen a horizontális tengelyen, amelyek különböző kulturális műveltséget várnak el. 
Az egyén műveltsége az egyes területeken egyedi, ugyanakkor az idők során változik.
A tudósok nem a hegy tetején állnak, a laikusok pedig nem a hegy lábánál. Míg a tudósok néhány területen valóban kimagasló műveltséggel rendelkeznek, addig más területen laikusok. 

### Tudománykommunikáció-elméletek - a tudománykommunikáció négy megközelítése
A deficit modell
alapvetése, hogy a tudományos szakértők tudományos ismerete és a közönség
tudományra vonatkozó ismerete között rés van, amely megszüntetésével minden
jobb lesz – akármit is jelent ez, írja Bruce Lewenstein 2003-as tanulmányában. A modell szerint a tudományos tudás feladata a kontroll és a predikció, az bizonytalanság pedig a tudósok "magánügye". 
A modell kritikája,
hogy sok kérdést a kontextus meghatározása nélkül tárgyal. Továbbá kutatások bizonyították,
hogy az elmélet megfogalmazásával nem változik a probléma, a közönség tényekre
vonatkozó kérdésekre adott helyes válaszok aránya nem változott. 
A deficit modellt ért kritikák hatására fogalmazódott meg a kontextuális modell, amely a korábbi elmélethez
hasonlóan még mindig az információ áramlására fókuszál, de mindezt a kontextus
figyelembevételével teszi. A modell kimondja, hogy a tudomány és a nyilvánosság kapcsolata a mindennapok kontextusához kapcsolható és csak abban értelmezendő. 
A kontextuális modell szerint az egyén nem egyszerűen csak
válaszol, hanem egyedi társadalmi és pszichológiai sémájának megfelelően – amelyet
korábbi tapasztalatok, a kulturális kontextus és egyéni szempontok is
befolyásolnak – maguk is előállítják a tartalmat. A vizsgálat középpontjában a
megértés kontextusa áll, azaz az a kérdés, hogy „Mit akarnak tudni az emberek
az adott pillanat körülményei között?” – írja Lewenstein 1991-es tanulmányában.
A kontextuális modell az egészségügyi kommunikáció területén a leginkább
észrevehető.  
Az elmélet kritikája,
hogy a szakértők szerint ez csupán a deficit modell szofisztikáltabb
megfogalmazása. A közönség még mindig passzív befogadóként jelenik meg. 
 A laikus szakértelem modell a deficit
modell(ek) kritikája alapján fogalmazódott meg a 80-as években. A modell –
ellentétben az eddig tárgyalt megközelítésekkel – feltételezi, hogy a helyi
tudás, a közönség tudása éppoly fontos, ha nem fontosabb, mint a tudományos
ismeret. Ez a modell fogalmazza meg először, hogy a tudósokon kívül is vannak
szakértők, továbbá feltételezi a kvázi laikus közönség aktív részvételét a
tudományos diskurzusban. 
Az elmélet kritikája
éppen az, amely annak előnye, nevezetesen, hogy a közönség tudását
értékesebbnek ítéli, mint a tudomány rendszere által létrehozott, a természet
világára vonatkozó tudást, ezért maga az elmélet nem tudományos. 
 A 2000-es években fogalmazódott meg a közönség bevonásának modellje. Amikor
a közönség bevonásáról beszélünk, sokan magára a tevékenységekre gondolnak,
amikor állampolgárokat bevonnak bármiféle politikai döntéshozatalba. A
bevonódás mértéke részben kulturális kérdés, részben pedig annak a kérdése,
hogy valójában mennyire van realitásalapja a laikusok bevonásának. A bevonásnak
nagyon komoly határai vannak, amelyet a nyelvi és szabályrendszeri elvárások
határoznak meg. A közönségnek nincs meg az a tudása, hogy maximálisan
bevonódjon. Fábri György úgy gondolja, hogy ahol jelenleg tart a bevonás, az a
határ és a folyamatnak nincs folytatása. 
Bruce Lewenstein 2014. júniusában a
Centro de Astrofisica de Universidade de Porto egyetemen tartott előadása
alapján a közönség bevonásának négy értelmezése van; oktatási célú bevonás,
politikai célú bevonás, oktatási és politikai célú bevonás és intézményi
bevonás.
E modell kritikája, hogy nem tisztázza pontosan a
négy lehetséges bevonás közül melyikről is van szó pontosan a tudományos
kommunikáció kapcsán. Továbbá, abból adódóan, hogy az emberek bevonásának
folyamatára koncentrál, nem foglalkozik a tartalommal, sem a tartalom
alakításának mechanizmusával. 